# Pałac Gerardów w Demiankach
Pałac Gerardów (biał. Сядзіба Герардаў ў Дзям’янках) – pałac w stylu neorosyjskim w Demiankach na Białorusi, zabytek historyczno-kulturalny Białorusi. Dwór i park powstały w drugiej połowie XIX wieku na terenie majątku Gerardów.

## Architektura
Pałac jest budowlą wzniesioną na planie nieregularnym. Do korpusu głównego przylegają: czworoboczna wieża zwieńczona krenelażem oraz boczne skrzydło z werandą. Jeden z narożników ma kształt półkolistego ryzalitu. Parter jest boniowany. W głównym wejściu widoczny jest wgłębiony portyk z arkadową dekoracją. W zrujnowanym wnętrzu zachowała się sklepiona klatka schodowa z arkadami. Z pałacu rozpościera się malownicza panorama okolicy. W oddali widoczne jest koryto rzeki Ipuć.

## Park
Powierzchnia założenia parkowego wynosi około 7 ha. Park zajmuje wzniesienie o tarasowym zboczu, przeciętym poprzecznym wąwozem.  Część frontowa ma symetryczny układ osiowy, jednak wejście przesunięte jest w stronę północną i nie leży na głównej osi planistycznej. Wlotowa aleja lipowa biegnie najpierw po zboczu, następnie po zniwelowanym szczycie wzniesienia i łagodnie zaginając się, przyjmuje położenie osi głównej. Następnie przecinając wąwóz, prowadzi do części frontowej z małym okręgiem pośrodku. Ważną rolę dekoracyjną pełni masywny czterołukowy most o szerokości 7m. Zdobią go dwie niewielkie ozdobne balustrady.
Górny park łączył się z dolnym schodami biegnącymi po stromym zboczu. Dolny park zajmował płaskie zagłębienie ze stawem i dwoma wąskimi kanałami.
Obecnie w parku stoją budynki szkoły, również opuszczone. Zachowały się fragmenty otaczającego rezydencję muru.